# Hästen, Dalarna
Hästen är en sjö i Avesta kommun i Dalarna och ingår i Dalälvens huvudavrinningsområde.